# 共愛学園小学校
共愛学園小学校（きょうあいがくえんしょうがっこう）は2016年4月に開校した群馬県前橋市小屋原町にある私立小学校である。設置者は学校法人共愛学園。

## 立地
JR駒形駅北口から90メートル、徒歩2分。

## スクールモットー
「互いに愛し合いなさい」
私があなたがたを愛したように互いに愛し合いなさい（ヨハネによる福音書15章12節）より

## 教育目標
こころ優しい子
毎朝の礼拝、週1時間の聖書の時間など、キリストの教えに基づく心の教育を行う。
目標に向かって歩み続ける子
児童の将来を見据え、キャリア教育を行う。定めた目標のために必要なことを理解し、自ら実行できる自主性を身に付ける。
英語が話せる子
1年生からネイティブ教員による週2.5時間の英語の授業を行う。6年間で日常会話ができるような語学力を身に付ける。

## カリキュラム
「振り返りの時間（繰り返し学習）」や「KYOAI TIME（学年裁量の時間）」など独自の時間を設けている。6年間の総授業時間数は公立小学校より1237時間多く、英語の授業時間数は公立小学校の8.5倍である（2016年4月現在）。

## 主な施設
プレイズホール
校舎の中心に位置し、礼拝堂兼ランチルームとして利用する。毎朝の礼拝の時間とランチタイムに全校生徒がプレイズホールに集まる。
教室
全室冷暖房完備。各学年の教室にはプロジェクターを設置している。また、各教室には開放感のあるオープンスペースを設置し、合同学習も可能。
イングリッシュルーム
可動式の机といすを使用して広いスペースを確保できる。全身を使って楽しく英語を学べる環境を整えている。
トイレ
男女共に全室個室になっている。

## 制服
愛を意味するボルドー、希望を意味するネイビー、信仰を意味するホワイトの3色のスクールカラーを基調としている。

## セキュリティ
児童の登下校時に保護者にメールが送信されるサービスを利用している。また、防犯カメラの設置や守衛の駐在など児童の安全確保に努めている。

## アフタースクール
学校内での学童保育。共愛学園小学校の児童限定。最長19時まで児童を預けることができる。